# (14316) Higashichichibu
(14316) Higashichichibu est un astéroïde de la ceinture principale.

## Description
(14316) Higashichichibu est un astéroïde de la ceinture principale. Il fut découvert le 12 mars 1977 à Kiso par Hiroki Kosai et Kiichiro Hurukawa. Il présente une orbite caractérisée par un demi-grand axe de 3,20 UA, une excentricité de 0,08 et une inclinaison de 15,3° par rapport à l'écliptique.

## Compléments